# Renata Piestrzyńska
Renata Szczygieł, coniugata Piestrzyńska (Pabianice, 26 marzo 1974), è un'ex cestista polacca.

## Carriera
Con la Polonia ha disputato i Campionati europei del 2003.